# Кузнецов, Вячеслав Александрович
Вячеслав Александрович Кузнецо́в (1902—1984) — советский авиаконструктор. Лауреат Ленинской премии, Сталинской премии и Государственной премии СССР.

## Биография
Окончил трудовую школу (1920) и начал работать чертёжником в комиссии по тяжёлой авиации (КОМТА), с 1921 года — в ЦАГИ. В 1929 году окончил вечернее отделение МВТУ, специализация: «аэромеханика», дипломный проект: «Пассажирский самолёт на 2 человека с мотором воздушного охлаждения».
В 1930—1939 руководитель отдела по проектированию экспериментальных автожиров (были созданы автожиры ЦАГИ-1ЭА, −2ЭА, А-6, А-8, А-10, А-13, А-14, А-15).
В 1939—1941 годах начальник конструкторского отдела вертолётного завода. После начала Великой Отечественной войны перешёл в ЛИИ.
В 1942 году вернулся в ЦАГИ, занимался скоростными самолётами с реактивными двигателями. С 1950 года зам. главного конструктора ОКБ М. Л. Миля. Руководил разработкой Ми-8, Ми-24.
По совместительству в 1933—1935 годах преподавал в МАИ, в 1942—1950 годах — в ВВИА имени Н. Е. Жуковского.
Жил в Москве. Умер 25 октября 1984 года.

## Награды и премии
- Ленинская премия (1958) — за создание одновинтовых вертолётов Ми-1 и Ми-4
- Сталинская премия третьей степени (1951) — за работу в области самолётостроения
- Государственная премия СССР (1971)
- Орден Ленина (25.3.1983)
- Орден Октябрьской Революции
- три ордена Трудового Красного Знамени
- Орден Красной Звезды (16.9.1945)
- медали